# Piestrzyca zatokowata

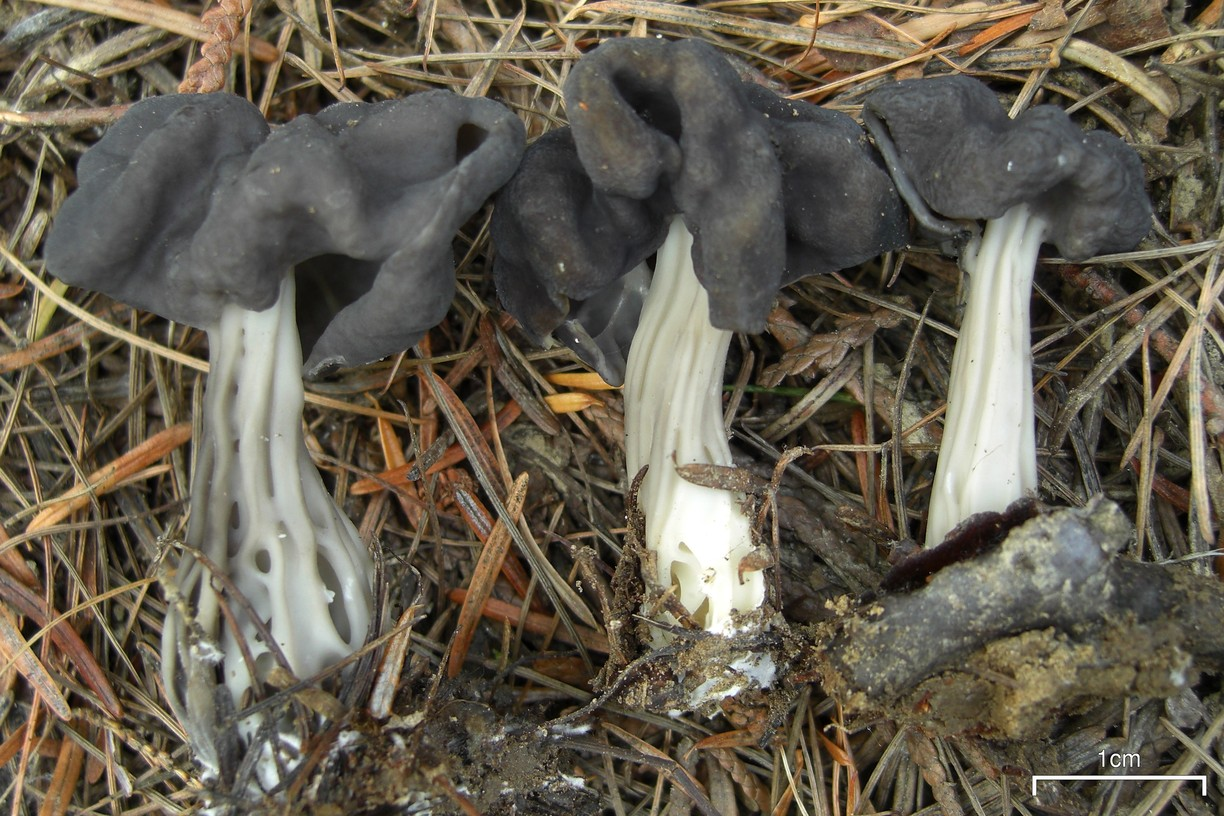
Trzony żeberkowane z jamkami

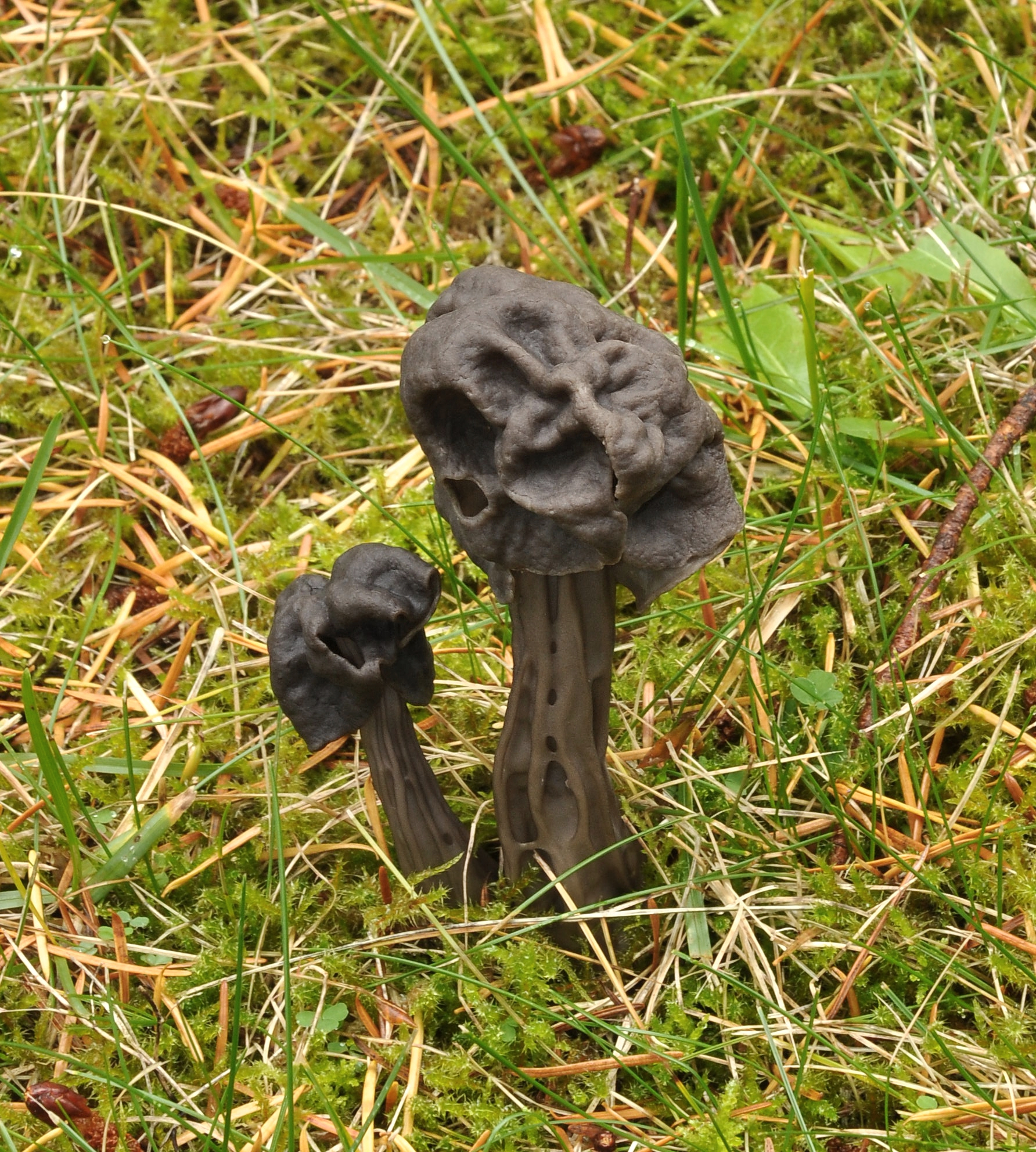

Piestrzyca zatokowata (Helvella lacunosa Afzel.) – gatunek grzybów z rodziny piestrzycowatych (Helvellaceae).

## Systematyka i nazewnictwo
Pozycja w klasyfikacji według Index Fungorum: Peziza, Pezizaceae, Pezizales, Pezizomycetidae, Pezizomycetes, Pezizomycotina, Ascomycota, Fungi.
Po raz pierwszy opisał go Adam Afzelius w 1783 r. i nadana przez niego nazwa jest ważna do dzisiaj.
Synonimów naukowych ma ok. 50. Niektóre z nich:

- Costapeda lacunosa (Afzel.) Falck 1923
- Helvella cinerea (Bres.) Rea 1928
- Helvella costata Berk. 1879
- Helvella sulcata Afzel. 1783
- Phallus brunneus Batsch 1783[2].

Nazwa polska według M.A. Chmiel.

## Morfologia
Kapelusz
Średnica 2–7 cm, wysokość 2–5 cm. Składa się z 2–3 powyginanych płatków o nieregularnym kształcie, które swoim dolnym brzegiem przyrośnięte są do trzonu. Powierzchnia zewnętrzna jest gładka, naga, o barwie popielatej, siwej, niebieskosiwej, siwoczarnej, często z brązowawymi odcieniami. Powierzchnia wewnętrzna również gładka, o barwie od siwej do sadzowosiwej. Często zewnętrzna powierzchnia jest niemal czarna.
Trzon
Wysokość 3–10 cm, średnica 1–3 cm. Jest w środku pusty i ma kształt wąsko pałkowaty, walcowaty z podłużnymi żebrami, często również z głębokimi jamkami. Powierzchnia gładka, barwy od siwej przez siwobrązową do czarniawej.
Miąższ
Cienki, kruchy, o barwie białawej lub szarawej. Smak i zapach niewyraźny.
Cechy mikroskopowe
Zarodniki eliptyczne, gładkie z jedną dużą oleistą kroplą, szkliste, o rozmiarach 14,5–22 × 10–14 μm. Wstawki szkliste, brązowego koloru, o granulowatej zawartości i rozmiarach 2,5–10 μm.
Gatunki podobne
- piestrzyca czarna (Helvella atra) jest mniejsza i ma siwy trzon kapelusz dymnobrązowy[6],
- Helvella ephippium jest mniejsza i ma kolor szarawy lub brązowy[6].

## Występowanie i siedlisko
Na półkuli północnej piestrzyca zatokowata jest szeroko rozprzestrzeniona, na półkuli południowej notowana tylko w Nowej Gwinei. W Ameryce Północnej jest szeroko rozprzestrzeniona w Kalifornii, wzdłuż zachodniego wybrzeża oraz w górach. W Polsce podano wiele jej stanowisk, ale na Czerwonej liście roślin i grzybów Polski ma status gatunku rzadkiego – potencjalnie zagrożonego z powodu ograniczonego zasięgu geograficznego i małych obszarów siedliskowych.
Rośnie na ziemi w lasach, najczęściej w świetlistych lasach liściastych, rzadziej w lasach iglastych, czasami także w zaroślach, na polanach, na składowiskach drzewa w lesie oraz na wypaleniskach (grzyb wypaleniskowy). Owocniki pojawiają się od maja do listopada, pojedynczo lub w niewielkich grupkach.

## Znaczenie
Prawdopodobnie jest grzybem mikoryzowym. Czasami pasożytuje na niej Hypomyces cervinigenus oraz grzybnia lejkówki Clitocybe sclerotoidea. Jest grzybem jadalnym.